# Coupe d'Europe de hockey sur glace 1969-1970
Navigation
Coupe d'Europe 1968-1969 Coupe d'Europe 1970-1971
La Coupe d'Europe de hockey sur glace 1969-1970 fut la 5e édition de la Coupe d'Europe de hockey sur glace, première compétition européenne de club organisé par l'IIHF. Elle se déroula du 13 septembre 1970 au 11 octobre 1970.

## Premier tour
| Équipe 1          | Score              | Équipe 2             |
| ----------------- | ------------------ | -------------------- |
| HC Gardena        | 4:6, 1:5           | EC Klagenfurt AC     |
| Leksands IF       | 8:2, 1:7 (5:2 tab) | HIFK                 |
| Esbjerg fB        | 1:6, 2:9           | EV Füssen            |
| HC Saint-Gervais  | 0:6, 0:8           | HC La Chaux-de-Fonds |
| HC Dosza Ujpest   | 4:5, 5:3           | HK CSKA Sofia        |
| Podhale Nowy Targ | 10:2, 2:4          | HK Jesenice          |

 SG Dynamo Weißwasser, 
 Dukla Jihlava  :  qualifiés d'office

## Deuxième tour
| Équipe 1         | Score     | Équipe 2             |
| ---------------- | --------- | -------------------- |
| EC Klagenfurt AC | 8:3, 4:3  | HC Dosza Ujpest      |
| EV Füssen        | 1:1, 1:2  | HC La Chaux-de-Fonds |
| Leksands IF      | 7:3, 5:4  | SG Dynamo Weißwasser |
| Dukla Jihlava    | 11:1, 5:4 | Podhale Nowy Targ    |

## Troisième tour
| Équipe 1             | Score    | Équipe 2      |
| -------------------- | -------- | ------------- |
| EC Klagenfurt AC     | 4:7, 2:8 | Dukla Jihlava |
| HC La Chaux-de-Fonds | 1:8, 1:5 | Leksands IF   |

 Spartak Moscou,   
 CSKA Moscou  :  qualifiés d'office

## Demi-finales
| Équipe 1      | Score    | Équipe 2       |
| ------------- | -------- | -------------- |
| Leksands IF   | 2:6, 1:6 | CSKA Moscou    |
| Dukla Jihlava | 3:4, 2:8 | Spartak Moscou |

## Finales
| Équipe 1       | Score    | Équipe 2    |
| -------------- | -------- | ----------- |
| Spartak Moscou | 3:2, 5:8 | CSKA Moscou |

## Bilan
Le CSKA Moscou remporte la 5e Coupe d'Europe.